# Di ngực hung
Di ngực hung, tên khoa học Erythrura hyperythra, là một loài chim trong họ Estrildidae.

## Phân loài
- Erythrura hyperythra hyperythra;
- Erythrura hyperythra intermedia;
- Erythrura hyperythra brunneiventris;
- Erythrura hyperythra borneensis;
- Erythrura hyperythra malayana;
- Erythrura hyperythra obscura;
- Erythrura hyperythra microrhyncha;
- Erythrura hyperythra ernstmayri.